# Saint-Martial (Charente)
Saint-Martial è un comune francese di 150 abitanti situato nel dipartimento della Charente, nella regione della Nuova Aquitania.

## Società

### Evoluzione demografica
Abitanti censiti